# Bulbostylis boliviana
Bulbostylis boliviana là một loài thực vật có hoa trong họ Cói. Loài này được Palla mô tả khoa học đầu tiên năm 1909.